# Mobschatz (Ortsteil)
Mobschatz ist eine im Westen der sächsischen Landeshauptstadt Dresden gelegene Gemarkung. Sie ist Ortsteil und zugleich Sitz des Ortschaftsbüros der Ortschaft Mobschatz, die auch noch die Ortsteile Alt-Leuteritz, Brabschütz, Merbitz, Podemus und Rennersdorf umfasst.

## Geografie

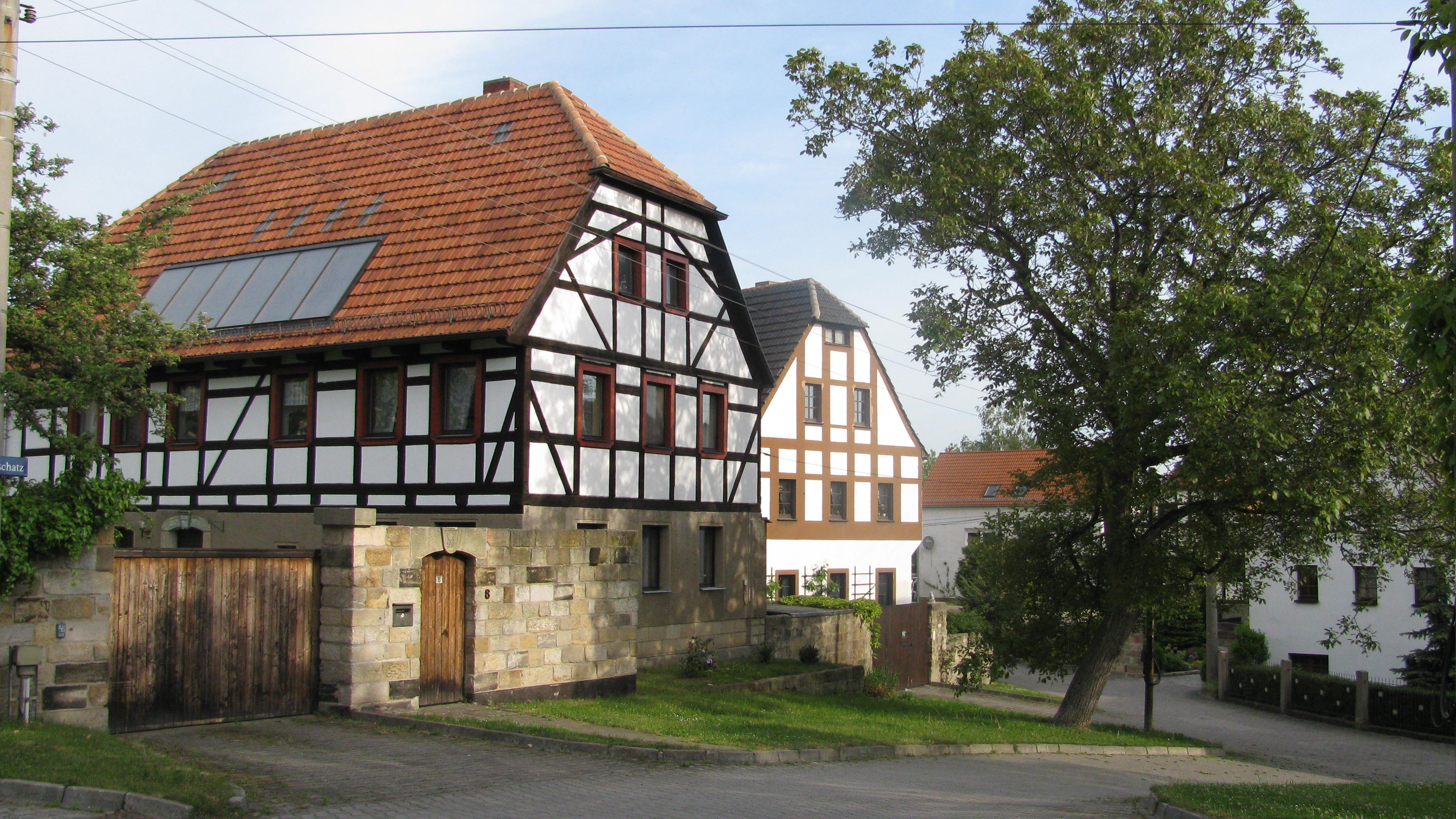
Gebäude im Dorfkern von Mobschatz

Mobschatz liegt 8 km nordwestlich des Dresdner Stadtzentrums, der Inneren Altstadt, am Rand des Elbtalkessels im linkselbischen, Meißner Hochland genannten Lösshügelland. Angrenzende Gemarkungen sind die Mobschatzer Ortsteile Merbitz im Südwesten und Alt-Leuteritz im Westen. Im Nordwesten sind die Cossebauder Ortsteile Neu-Leuteritz, Cossebaude und Gohlis benachbart. Nordöstlich bis östlich von Mobschatz liegen außerdem die Stadtteile Stetzsch und Kemnitz sowie südlich Briesnitz und Omsewitz. Die Gemarkung und der flächenmäßig identische Ortsteil Mobschatz gehören zum Dresdner statistischen Stadtteil Cossebaude/Mobschatz/Oberwartha.
Die südliche Flurgrenze des Ortsteils bildet der Zschonergrundbach, die nordöstliche Grenze folgt dem Verlauf des Elbhangs. Im Westen reicht die Gemarkung bis an den Tummelsgrund heran. Der Ortskern liegt auf einer Höhe von 180 m ü. NN und blieb in seinem historischen Zustand erhalten. Am Dorfplatz stehen heute noch alte Bauerngüter, nördlich davon entstanden nach der Wende viele neue Ein- und Mehrfamilienhäuser. Obwohl es zu Dresden gehört, ist Mobschatz nicht städtisch geprägt, sondern trägt eher einen dörflichen oder Siedlungscharakter. Über die Mobschatzer Flur verläuft auf einem 800 m langen Abschnitt die A 4, an der sich in diesem Bereich außerdem die Anschlussstelle Dresden-Altstadt befindet. Die 500 m von der Autobahn entfernte Ortslage ist allerdings nicht direkt mit ihr verbunden.

## Geschichte
Der slawische Rundling Mobschatz wurde wahrscheinlich in einer auf das Jahr 1091 gefertigten angeblichen Schenkungsurkunde Kaiser Heinrichs IV. erstmals als Mocozice erwähnt. Hiernach lag der Ort in provincia Nisani in burgwardo Wosice (im Gau Nisan im Burgward Niederwartha). Diese Urkunde steht im Zusammenhang mit einer ebenfalls unechten Bischof-Benno-Urkunde auf das Jahr 1071 und einer weiteren auf das Jahr 1068 gefertigten Fälschung. Alle Fälschungen dienten gemeinsam zur Bestätigung von Besitzansprüchen des Hochstifts Meißen am 27. Februar 1140 durch Papst Innozenz II. und 1144 durch König Konrad III. Alle diese Urkunden stehen in Bezug zu den Entwicklungen ab 1139 im Gau Nisan, welche in einem Wettlauf um die Herrschaft in dieser Region mündeten, an dem neben dem Bistum Meißen und dem Herzogtum Böhmen ab 1142 auch der deutsche König und ab 1143 auch die Markgrafen von Meißen beteiligt waren. Demnach befand sich Mocozice (wahrscheinlich Mobschatz) 1139 unter der Herrschaft des Hochstifts Meißen. Aussagen über einen früheren Zeitraum lassen sich aus der Urkundenlage nicht ableiten.
Der Ortsname leitet sich ab von altsorbisch mokrý (dt.: nass, feucht) und steht in Zusammenhang mit der slawischen Regengöttin Mokoš. Er entwickelte sich zwischen dem 13. und dem frühen 17. Jahrhundert über die Formen Mobschitz, Mobschicz, Mockschicz, Mockisch, Muckitzsch und Mockiczsch hin zu Mobschatz, das unter diesem Namen 1551 und 1753 genannt wird.

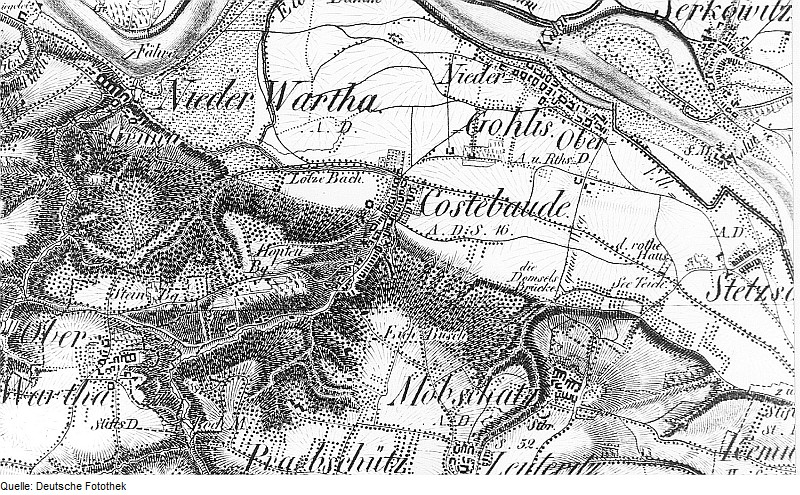
Mobschatz und seine Nachbardörfer auf einer Karte von 1821

Mobschatz war mit einer gewannähnlichen Blockflur beziehungsweise Streifenflur ausgestattet und zunächst im Besitz des Meißner Domstiftes, wobei die Verwaltung und Gerichtsbarkeit von Briesnitz ausgingen. Bereits in dieser Zeit gehörte Mobschatz zur Pfarre der Briesnitzer Kirche. Während der Hussitenkriege wurde Mobschatz wahrscheinlich 1429 zerstört, aber wieder aufgebaut. Im Jahr 1517 entstand mit dem das dörfliche Zusammenleben regelnden Rügenbuch ein bedeutsames ortsgeschichtliches Zeugnis. Nach der Reformation wurde das Prokuraturamt Meißen zum Verwalter des früheren Besitzes der katholischen Kirche. Die Gerichtsbarkeit ging indes 1559 an das Amt beziehungsweise später an die Amtshauptmannschaft Dresden über.
Die Landwirtschaft war neben dem Obst- und Weinbau die hauptsächliche Erwerbsquelle der ortsansässigen Bauern. Schwierig gestaltete sich indes die Wasserversorgung. Durch die geologischen Bedingungen waren keine Brunnenanlagen möglich. Stattdessen führte ab 1603 eine Röhrfahrt aus Leuteritz in das Dorf. Am 24. und 25. Juli 1816 kam es zu einem großen Dorfbrand, bei dem das Dorf fast komplett zerstört wurde und zwei Todesopfer zu beklagen waren. Die beim anschließenden Wiederaufbau errichteten Gehöfte stehen heute größtenteils unter Denkmalschutz. Anfang des 20. Jahrhunderts verstärkte sich die Siedlungstätigkeit im Ort deutlich. Vornehmlich in der Nähe des Elbhangs entstanden neue Häuser wohlhabender Dresdner, wodurch die Einwohnerzahl stetig anstieg.
Im Jahr 1994 wurde die Gemeinde Brabschütz mitsamt ihren fünf Ortsteilen mit Mobschatz vereinigt, das als größtes Dorf in der neu entstandenen Gemeinde zu deren Namensgeber wurde. Seit dem 1. Januar 1999 gehört Mobschatz zu Dresden.

### Einwohnerentwicklung
| Jahr | Einwohner                    |
| ---- | ---------------------------- |
| 1551 | 8 besessene Mann, 3 Inwohner |
| 1764 | 15 besessene Mann, 1 Häusler |
| 1834 | 128                          |
| 1871 | 135                          |
| 1890 | 165                          |
| 1910 | 317                          |
| 1925 | 387                          |
| 1939 | 659                          |
| 1946 | 798                          |
| 1950 | 829                          |
| 1964 | 709                          |
| 1990 | 568                          |